# Hamadryas albicornis
Espèce
Hamadryas albicornis est une  espèce de lépidoptères (papillons) de la famille des Nymphalidae, de la sous-famille des Biblidinae et du genre Hamadryas.

## Dénomination
Hamadryas albicornis a été décrit par Otto Staudinger en 1885 sous le nom initial d’Ageronia albicornis.

## Écologie et distribution
Hamadryas albicornis est présent au Pérou.

### Protection
Pas de statut de protection particulier.